# Râul Valea Comorilor, Părău
Râul Valea Comorilor este un afluent al râului Părău. 

## Hărți
- Harta Județului Brașov